# Franciszek Koryzma
Franciszek Koryzma (ur. 8 czerwca 1898 w Nowosiółce Koropieckiej, zm. 5 grudnia 1928 w Warszawie) – starszy żandarm Wojska Polskiego.

## Życiorys
Urodził się 8 czerwca 1898 we wsi Nowosiółka Koropiecka, w ówczesnym powiecie buczackim Królestwa Galicji i Lodomerii, w rodzinie Jana. Pełnił służbę w 3 plutonie 1 dywizjonu żandarmerii w Warszawie. 
W środę 5 grudnia 1928 około godz. 3.00 w czasie pełnienia służby ochronnej na tyłach pałacu Belwederskiego w Warszawie został zastrzelony przez nieznanego sprawcę. Dwa dni później został pochowany na Cmentarzu Wojskowym na Powązkach (kwatera B20-6-1). Ceremonię pogrzebową poprzedziło nabożeństwo żałobne, odprawione w kościele garnizonowym przy ul. Długiej przez proboszcza ks. Wacława Kalinowskiego. Po nabożeństwie dowódca żandarmerii płk Julian Sas-Kulczycki udekorował trumnę ze zwłokami Srebrnym Krzyżem Zasługi, przyznanym pośmiertnie w drodze wyjątku zamiast brązowego przez prezesa Rady Ministrów Kazimierza Bartla, „za ofiarne i z poświęceniem życia spełnienie obowiązku służbowego”.
Sprawa zabójstwa Koryzmy nigdy nie została wyjaśniona – zabójcy, czy zabójców, nie odnaleziono. Z upływem lat pamięć o wypadku zatarła się i do 1939 roku wyniki oficjalnego śledztwa nie zostały ujawnione.